# Giovanni De Benedictis
Giovanni De Benedictis (* 8. Januar 1968 in Pescara) ist ein ehemaliger italienischer Geher.

## Leben
Der Junioreneuropameister von 1987 im 10.000-Meter-Gehen wurde bei den Olympischen Spielen 1988 in Seoul Neunter im 20-km-Gehen. Bei den Leichtathletik-Halleneuropameisterschaften 1989 in Den Haag gewann er über 5000 Meter Bronze hinter Michail Schtschennikow aus der UdSSR und Roman Mrázek aus der ČSSR. Ein Jahr später gewann er bei den Halleneuropameisterschaften in Glasgow Silber hinter Schtschennikow, und bei den Europameisterschaften in Split wurde er Achter über 20 km.
Bei den Leichtathletik-Hallenweltmeisterschaften 1991 in Sevilla gewann der bisherige Hallenweltrekordler Franz Kaszjukewitsch aus der UdSSR nur Bronze, Schtschennikow und De Benedictis unterboten beide seine Weltrekordmarke. Schtschennikow gewann in einer äußerst knappen Entscheidung in 18:23,55 min vor De Benedictis in 18:23,60 min. Im Sommer bei den Weltmeisterschaften in Tokio wurde De Benedictis über 20 km in 1:20:29 min Vierter.
1992 gewann er bei den Halleneuropameisterschaften in Genua in 18:19,97 min vor Kaszjukewitsch. Bei den Olympischen Spielen in Barcelona gewann er hinter dem Lokalmatador Daniel Plaza und dem Kanadier Guillaume Leblanc Bronze in 1:23:11 h. Ein Jahr später bei den Weltmeisterschaften in Stuttgart gewann er in 1:23:06 h Silber hinter dem Spanier Valentí Massana. Auch bei den Europameisterschaften 1994 in Helsinki lag er hinter Massana, um sechs Sekunden verpasste er in 1:20:39 h die Bronzemedaille, während Schtschennikow sicher vor dem Weißrussen Jauhen Missjulja gewann.
Bei den Weltmeisterschaften 1995 in Göteborg gewann der Italiener Michele Didoni vor Massana. De Benedictis erreichte als Dritter das Ziel, wurde aber nachträglich wegen mangelndem Bodenkontakt disqualifiziert und verlor seine Medaille an Misjulja.
Danach gewann De Benedictis keine Medaillen mehr. Er wurde 1997 in Athen und 1999 in Sevilla jeweils Achter bei den Weltmeisterschaften. In Sydney bei den Olympischen Spielen 2000 wurde er Sechzehnter.
Giovanni De Benedictis ist 1,80 m groß und wog zu Wettkampfzeiten 58 kg. Er startete für die Carabinieri Bologna.

## Bestzeiten
- 5000 m (Halle): 18:19,97 min, 28. Februar 1992, Genua
- 20 km: 1:20:29 h, 24. August 1991, Tokio
- 50 km: 3:48:06 h, 3. März 2002, Vittorio Veneto